# Хартсдејл (Њујорк)
Хартсдејл (енгл. Hartsdale) насељено је место без административног статуса у америчкој савезној држави Њујорк.

## Демографија
По попису из 2010. године број становника је 5.293, што је 4.537 (-46,2%) становника мање него 2000. године.
| Група             | 2000.         | 2010.         |
| Белци             | 6.908 (70,3%) | 3.414 (64,5%) |
| Афроамериканци    | 856 (8,7%)    | 290 (5,5%)    |
| Азијати           | 1.000 (10,2%) | 883 (16,7%)   |
| Хиспаноамериканци | 939 (9,6%)    | 640 (12,1%)   |
| Укупно            | 9.830         | 5.293         |